# Аллінгавір
Аллінгавір (нід. Allingawier) — село в нідерландській провінції Фрисландія. Входить до муніципалітету Південно-Західна Фрисландія.
Його площа становить 3,36км², а населення станом на 2021 рік складало 75 осіб.

## Галерея

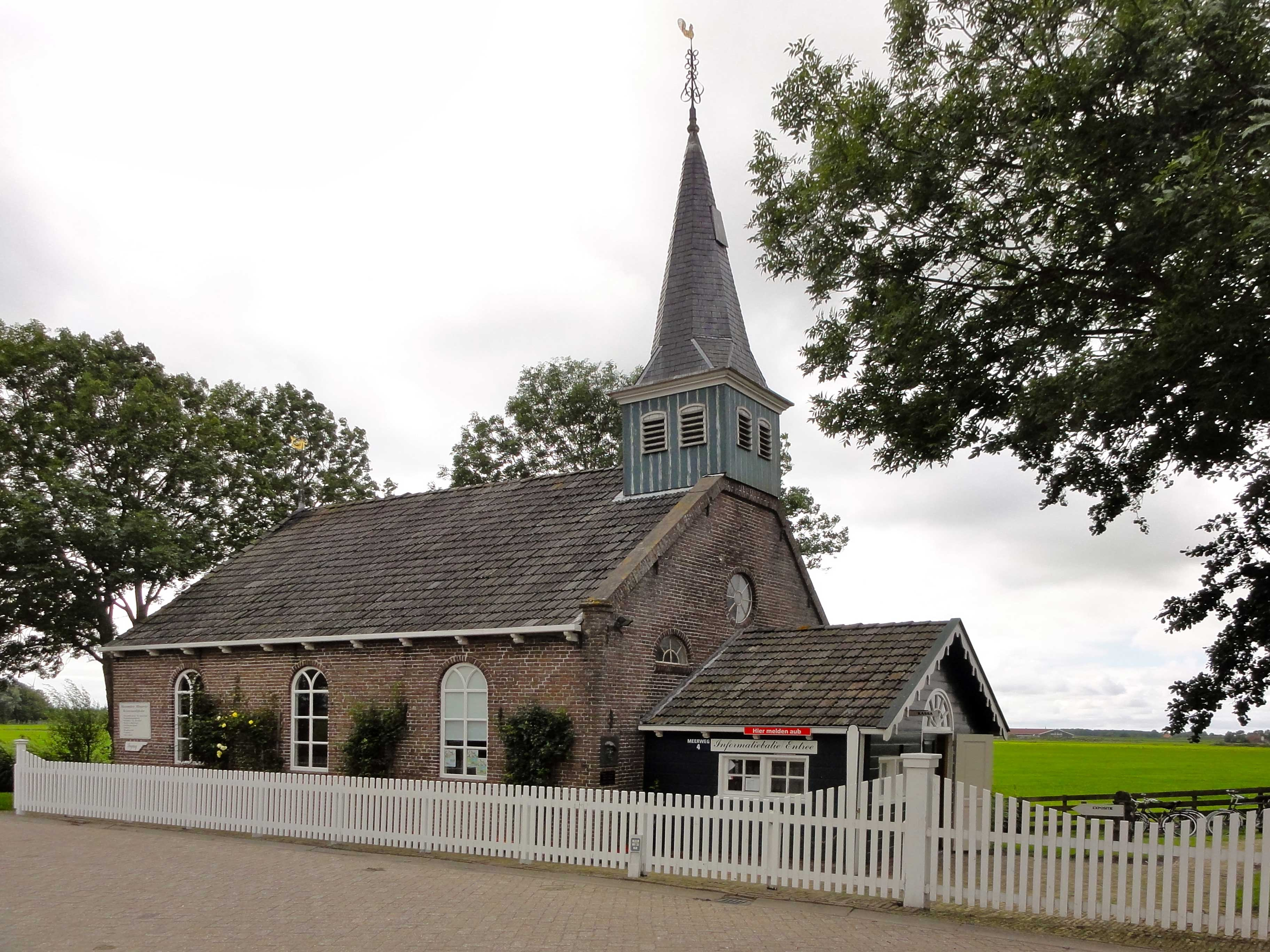
Церква в Аллінгавірі
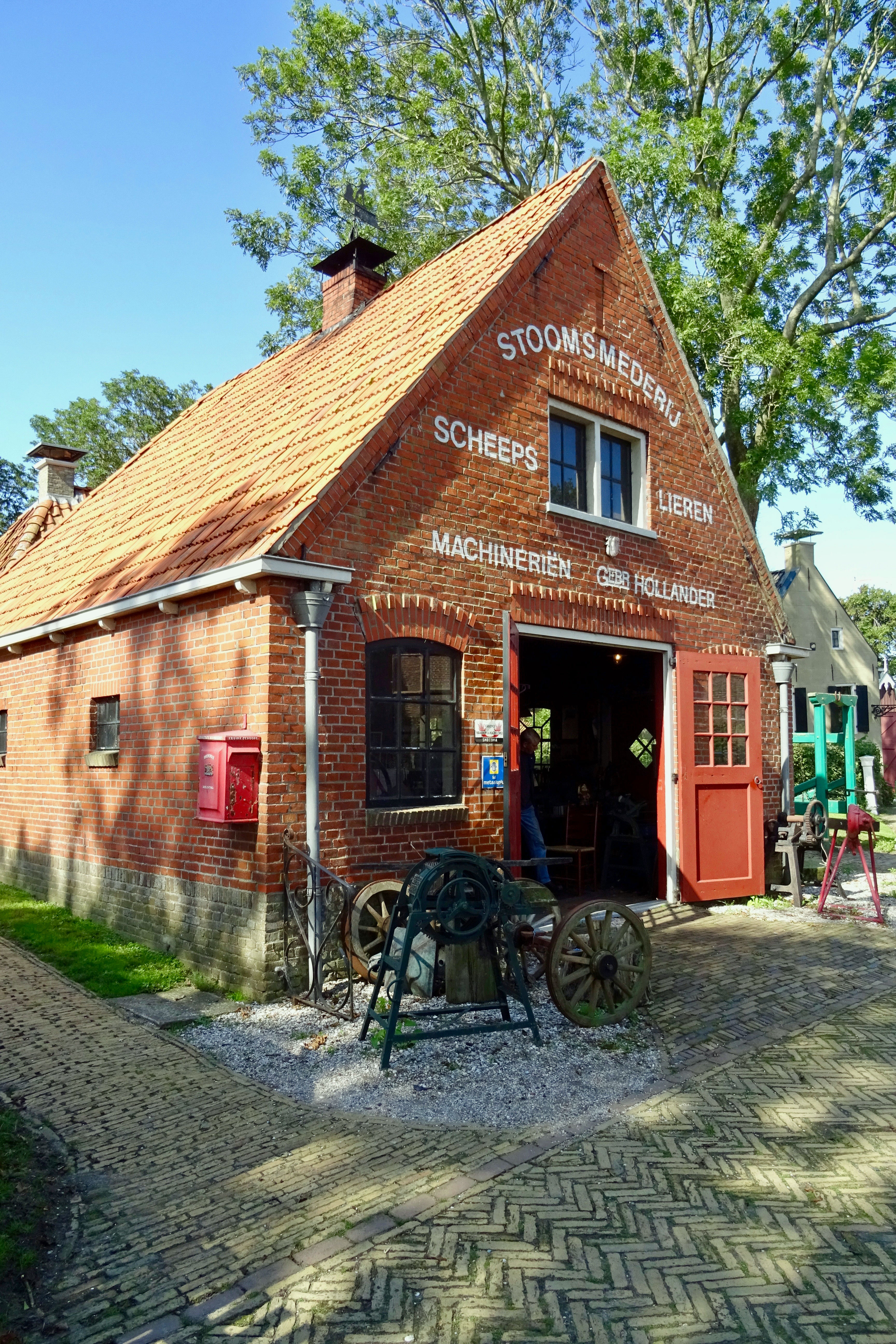
Будівля колишньої ковальні
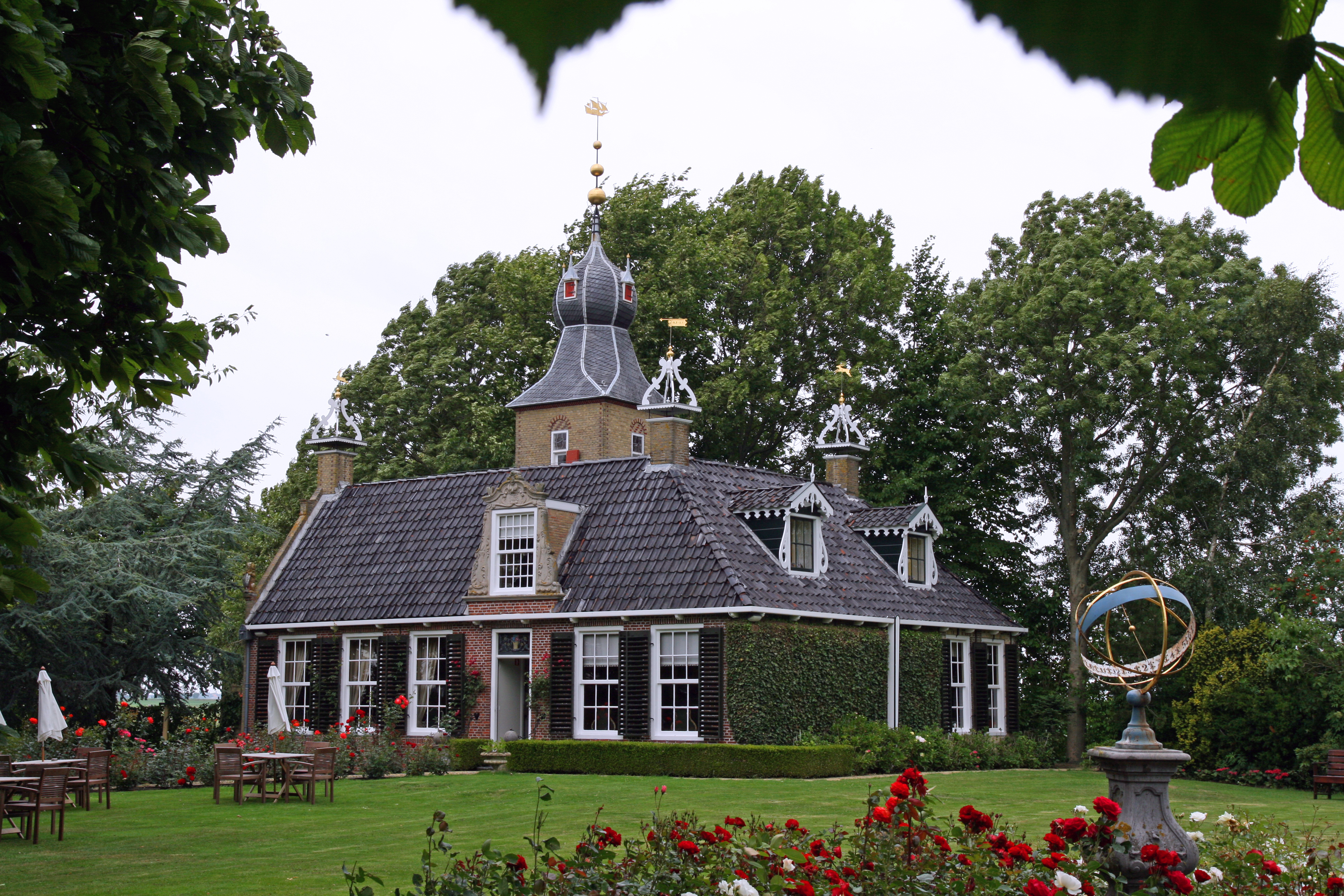
Маєток у селі
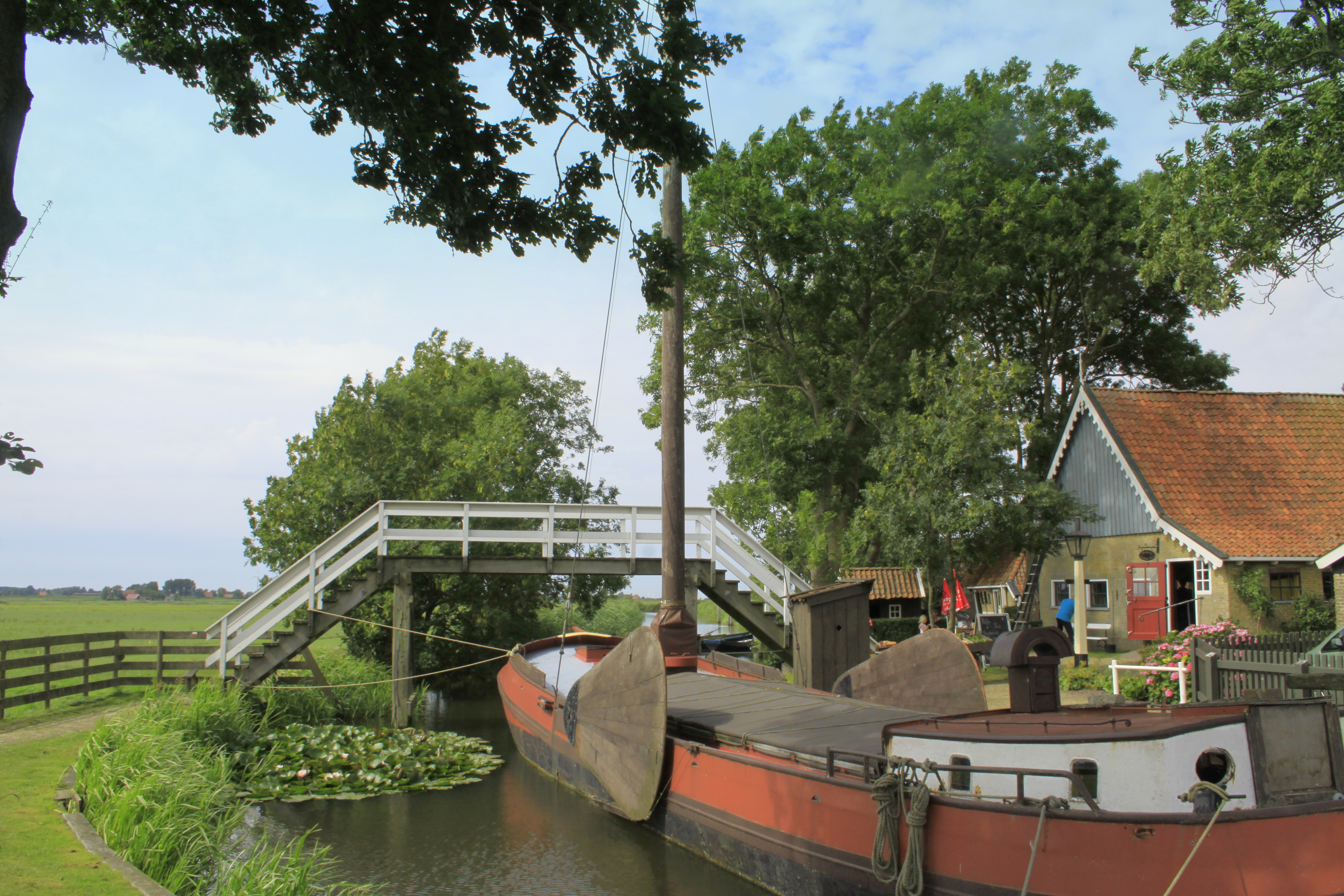
Вид на канал